# Procès Kastner
Le procès Kastner est, avec l’affaire Lavon et l’affaire des réparations de la RFA à Israël, l’une des trois grandes affaires qui structurent les oppositions entre camps politiques en Israël dans la première décennie de l’État d'Israël.
Ce procès oppose l'attorney general, agissant au nom de Rudolf Kastner, à Malchiel Gruenwald, à propos d’un pamphlet publié en 1952, soit deux ans avant le début des poursuites, mettant en cause le rôle de Rudolf Kastner durant la Shoah en Hongrie. À l’origine simple procès en diffamation à l’encontre de Gruenwald, il dure neuf mois et se transforme, grâce à l’habileté de l’avocat de la défense, Shmuel Tamir, en procès du comportement d'un dirigeant sioniste et socialiste d’Europe centrale lors de ses tentatives de sauvetage de Juifs pendant la Seconde Guerre mondiale.
Le procès peut se lire à plusieurs niveaux. Il y a une opposition politique entre les plaignants, appartenant au Mapaï, travailliste et principal parti de la coalition gouvernementale, et les défendants qui sont classés à droite et souhaitent mettre en cause le parti au pouvoir. Premier procès jugeant les actions d’un dirigeant de la communauté juive pendant la Seconde Guerre mondiale, c’est aussi l’occasion pour Israël de débattre de la Shoah, des comportements des uns et des autres, de définir les bonnes attitudes, l’opinion choisissant majoritairement l’héroïsme même inutile à la négociation. Le verdict du procès de première instance est cassé en appel, mais il est resté célèbre par l’expression du juge estimant que Kastner avait « vendu son âme au diable ». Le plaignant est d'abord condamné pour avoir trahi ses coreligionnaires et facilité la Shoah, tandis que son dénonciateur, Gruenwald, est largement acquitté.
L’affaire a un fort retentissement en Israël. Elle provoque la chute du gouvernement Sharett I et une recomposition de la coalition au pouvoir, puis influe sur le résultat des élections législatives de 1955. Outre le débat dans l’opinion, elle fait l’objet de débats en conseil des ministres et à la Knesset. Enfin, elle est marquée par des épisodes de violence, dont le meurtre de Rudolf Kastner, premier assassinat politique du jeune État d’Israël, en 1957. En 1958, la cour suprême renverse le jugement, estimant que Kasztner a, au péril de sa vie, négocié dans des conditions difficiles avec Eichmann pour sauver un maximum de vies, estimé à plus de 20 000. Cependant, la réhabilitation n’est pas acquise dans l’opinion ; depuis les années 1980, l’affaire est toujours présente dans l’espace public, suscitant articles dans les revues universitaires, livres, pièces de théâtre, films, documentaires ; si le personnage de Kasztner est progressivement vu de manière plus nuancée, il est encore considéré comme un traître ou un héros, selon les uns et les autres.

## Rappel des faits
En 1941, le comité d'aide et de sauvetage est fondé à Budapest par Joel Brand et Otto Komoly, dans une Hongrie officiellement antisémite mais qui ne collabore pas encore à l’extermination des Juifs d’Europe par les nazis. Regroupant des sionistes, il aide des Juifs de Pologne et de Slovaquie à se réfugier en Hongrie et à quitter l’Europe, et pour cela leur fournit des faux papiers, corrompt des fonctionnaires, trouve des logements, etc.
Le 19 mars 1944, la Hongrie est envahie par le Troisième Reich. Rapidement, le Kommando Eichmann met en place la politique génocidaire, qui est décidée définitivement début mai. Jusqu’à l’arrêt des déportations en juillet, à la demande du gouvernement hongrois subitement inquiet, 437 000 personnes sont tuées à Auschwitz.
Alors que la fin de la guerre est pressentie comme proche (l’armée rouge entre en Roumanie en août, en Hongrie en octobre ; les Alliés débarquent en Normandie en juin) Joel Brand est mis en contact avec Eichmann qui souhaite négocier avec lui le sauvetage d’un certain nombre de juifs, dans des termes qui évoluent : d’abord contre de l’argent, puis contre la livraison par les Alliés occidentaux de camions et de fournitures de biens. Lorsque Joel Brand est envoyé à Istanbul pour contacter les Britanniques, il est remplacé par son épouse Hansi Brand qui juge plus opportun que Rezső Kasztner, lui aussi membre du comité d’aide, soit face à Eichmann. Les négociations aboutissent au paiement de rançons pour l’exfiltration vers la Suisse de 1685 Juifs dans le train Kastner, après un passage de plusieurs mois à Bergen-Belsen, et le détournement de 21 000 Juifs vers le camp de travail de Strasshof au lieu de leur extermination à Auschwitz. Parmi les passagers du train, plusieurs centaines de personnes étaient originaires de Koloszvar, ville natale de Kastner, dont les membres de sa famille ; d’autres étaient de riches juifs (qui ont payé les places d’autres juifs pauvres qui ne pouvaient pas le faire), des réfugiés de Slovaquie, Yougoslavie, Pologne, des ouvriers, des femmes, des enfants, des sionistes et des anti-sionistes.
Après guerre, ces négociations sont reprochées à Kastner dès 1945 au congrès juif mondial ; il témoigne ensuite en faveur de quelques SS qui ont participé aux négociations en 1944, dont Kurt Becher, leur évitant un procès à Nuremberg ou leur permettant d’obtenir une peine réduite.

## Le pamphlet Gruenwald
Ce procès est techniquement le procès pour diffamation opposant l’attorney général du gouvernement d'Israël à Malchiel Gruenwald (instruit à partir de 1953) ; il est connu comme le procès Kastner,.
Malchiel Gruenwald est un juif hongrois qui a perdu des dizaines de proches dans la Shoah : seuls six des 58 membres de sa famille proche ont survécu. Proche de la droite sioniste révisionniste, voire d’extrême-droite, il publie chaque semaine ses Lettres à mes amis en Mizrahi, qu’il distribue gratuitement dans les cafés de Jérusalem. Il attaque Rudolf Kasztner dans son numéro 51 d’août 1952.
Le pamphlet commence par ces lignes :
« Pendant trois ans j’ai attendu ce moment. L’odeur de cette charogne pourrissante remplit mes narines. Ce sera des funérailles de la meilleure sorte ! Le Dr Rudolph (Reszö) Kasztner doit être liquidé. J’attendais le moment de conduire cet arriviste, qui a profité des crimes et des vols d’Hitler, devant la justice. [...] Je le vois comme le meurtrier par procuration de mes frères bien-aimés,. »
Dans ce pamphlet, Kastner est accusé :
1. de collaboration avec les nazis ;
2. d'avoir favorisé l’extermination des Juifs hongrois ;
3. d'être complice avec l'officier nazi Kurt Becher du vol de biens juifs ;
4. d'avoir, après la guerre, évité à Becher le châtiment qui lui était réservé.

Ces quatre points sont une mise en forme rationnelle faite par le juge Halevi durant le procès, le pamphlet étant plus confus.
Gruenwald appelle donc à « liquider » Kastner. Outre ses motivations personnelles, Gruenwald a des motivations politiques : il veut nettoyer le gouvernement de la corruption, obtenir le renvoi de Kasztner, nuire au Mapaï, et provoquer une enquête sur l’extermination des Juifs de Hongrie,. Gruenwald accusait en outre Kastner d'avoir été placé en bonne position sur la liste législative du Mapaï, alors qu'en fait il avait été placé suffisamment bas pour que le Mapaï soit sûr qu'il ne soit pas élu. Enfin, il avance que cette collaboration dans le processus d’extermination des Juifs d’Europe lui aurait profité financièrement.
Ces accusations font la une du journal de droite Hérout (en).
Le souvenir de la Shoah agite alors les esprits en Israël : « Une personne dans la rue pouvait en accuser une autre d’avoir été un Kapo dans un camp ».
Dans un premier temps, Rudolf Kastner reste silencieux. Haïm Cohen, le procureur général d'Israël et ancien ministre de la Justice en 1952, décide alors que les accusations de Gruenwald doivent soit faire l'objet de réparations lors d'un procès en diffamation, soit être admises par Kastner qui devrait alors démissionner, le nouvel État d'Israël ne pouvant se permettre, selon ses termes, qu'un homme sur lequel pèserait un soupçon sérieux de collaboration avec les nazis soit investi de fonctions officielles,.
Le procès a lieu pendant une année électorale.

## Premier procès

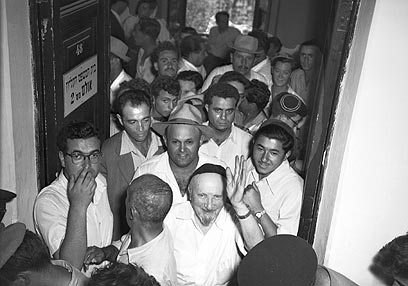
Gruenwald au tribunal.

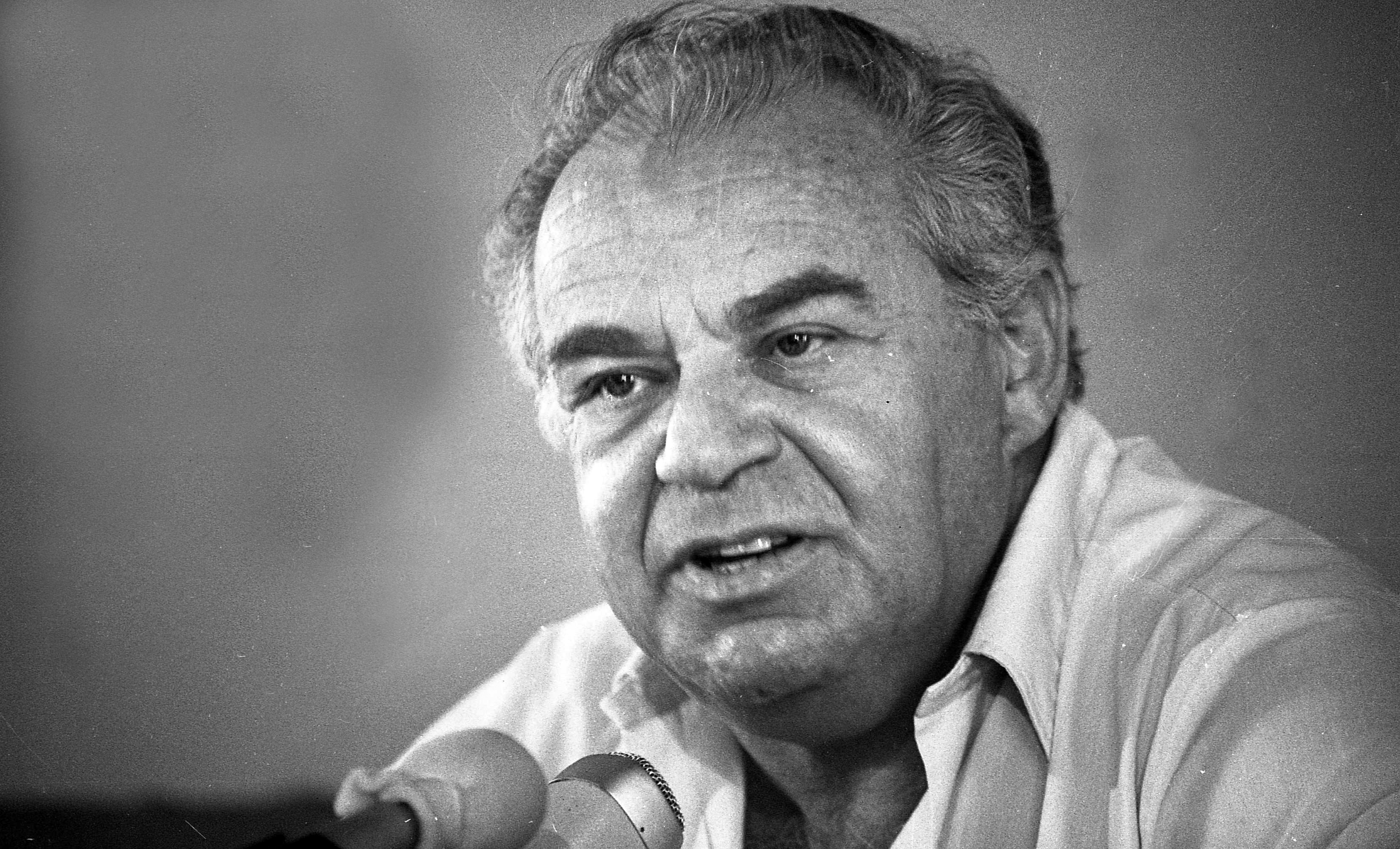
L'avocat de Gruenwald, Shmuel Tamir, ici photographié en 1980.

### Déroulement du procès
Gruenwald est poursuivi en justice pour diffamation par le gouvernement de centre-gauche pour le compte de Kastner. Son avocat, Shmuel Tamir, ex-chef du service des renseignements de l'Irgoun à Jérusalem, est partisan de l'aile droite révisionniste du parti d'opposition Hérout conduit par Menahem Begin,,,. Le procès s’ouvre le 1er janvier 1954.
L’affaire est jugée devant le tribunal de district de Jérusalem, le juge est Benjamin Halevy, juge unique. Le cas ayant l’air simple au départ, on ne lui adjoint pas d’autre juge, et le procureur de départ est débutant. Benjamin Halevy est lui aussi opposant au Mapaï et à Ben Gourion. Si, l’affaire se révélant plus ardue à juger que prévu, le procureur est changé pour un autre plus expérimenté, le juge Halévi ne demande pas à être renforcé, ce qu’il aurait pu faire. Le procès est historique dès le départ, car il s’agit du premier procès où les actions d’un leader juif sous le nazisme sont jugées.
Kastner est sûr de lui. Il plaide la différence entre collaboration et négociation, et refuse d’être jugé par des gens qui n‘ont pas vécu la situation, dans une Hongrie où les Juifs se pensaient à l’abri (et où certains Juifs d’Europe centrale s’étaient réfugiés) et où il n’y avait pratiquement pas de mouvement de résistance juif. Il ne lui restait plus que la corruption de SS pour agir. Le déséquilibre en faveur de Kastner au début du procès est tellement évident que le juge Halevy propose à Gruenwald de se rétracter : celui refuse. L’utilisation par l’avocat Tamir du témoignage de Kastner en faveur du SS Kurt Becher (qui avait participé aux négociations à Budapest) est une pièce-clé du procès, alors que Kastner avait, dans un premier temps, nié avoir écrit des lettres témoignant en sa faveur,. De la même manière, il ment à propos de sa rencontre avec les parachutistes juifs, disant qu’il a tout fait pour les aider, ce qui est démenti par Yoel Palgi. Appelée à la barre le 14 juin 1954, Katerina Szenes, la mère de l'héroïne juive hongroise Hannah Szenes, accuse aussi Kastner d'avoir refusé de la recevoir après l'arrestation de sa fille et de ne lui avoir fourni aucune aide. Le rabbin ultra-orthodoxe Joël Teitelbaum, passager du train Kastner et donc redevable envers Kastner, refuse de témoigner (de la même façon, il a toujours refusé de faire quoi que ce soit pour les personnes l’ayant aidé quand il n’avait plus besoin d’eux) ; d’autres survivants refusent de témoigner. Ces erreurs et fautes de Kastner, habilement exploitées par Tamir, ont un retentissement large dans la presse, qui va jusqu’au journaliste d’extrême-gauche Uri Avnery, lui aussi opposé au Mapaï.
Le procès Gruenwald devient ainsi, grâce à l’habileté de Tamir, le procès Kastner,, un procès politique contre Kastner et par ricochet contre le Parti travailliste,. La défense de Tamir, pour laquelle Gruenwald lui laisse les mains libres, repose sur le discours courant en Israël à propos de la Shoah : il n’y avait que deux voies possibles dans l’Europe nazie, la voie du Judenrat, synonyme de soumission, collaboration et Shoah, et la voie de la résistance, celle choisie finalement au ghetto de Varsovie>. Un des axes de sa défense est que, prévenus, les juifs de Hongrie auraient fui en Roumanie, se seraient battus ou auraient appelé le monde à l’aide, ce qui aurait permis au bilan de la Shoah en Hongrie d’être moins élevé. Le procès devient aussi celui du Mapaï : dans le Yishouv, un point de division entre les sionistes est la façon d’aborder les relations avec l’occupant britannique. Le Mapaï souhaitait coopérer contre le nazisme (ce qui aboutit à la création de la brigade juive) ; les révisionnistes ont choisi de continuer à lutter contre l’occupant et considèrent que la Shoah a prouvé que la tactique du Mapaï conduit à la catastrophe. Tamir se sert donc du procès pour faire passer dans l’opinion cette leçon politique, un avertissement contre la voie pacifique de la négociation. Cela légitime évidemment le sionisme révisionniste comme le seul sionisme authentique et le seul capable de protéger les juifs. Lors du procès, il forge donc une association dans l’esprit du public entre Kasztner, le Judenrat, la mentalité du ghetto et la politique du Mapaï, rappelant à l’occasion que Ben Gourion a délibérément refusé de secourir les Juifs de Hongrie.
Une opposition de personnes se joue aussi : alors que la personnalité de Gruenwald joue peu, bien qu’il corresponde au stéréotype du juif du ghetto, Tamir incarne le nouveau juif, droit, fier, aux yeux bleus et beau, qui lutte contre ses ennemis (il organisa des sabotages contre l’empire britannique dans les années 1940), alors que Kastner incarne le juif soumis du ghetto, faible et conscient de sa faiblesse, déférent envers les gentils. Le contraste apparaît aussi par la forme orale du procès : Tamir parle couramment l’hébreu, sans accent, alors que Kastner parle un hébreu hésitant et entaché d’un fort accent hongrois.
Le procès s’éternise et les plaidoiries ne sont prononcées qu’en septembre.

### Verdict

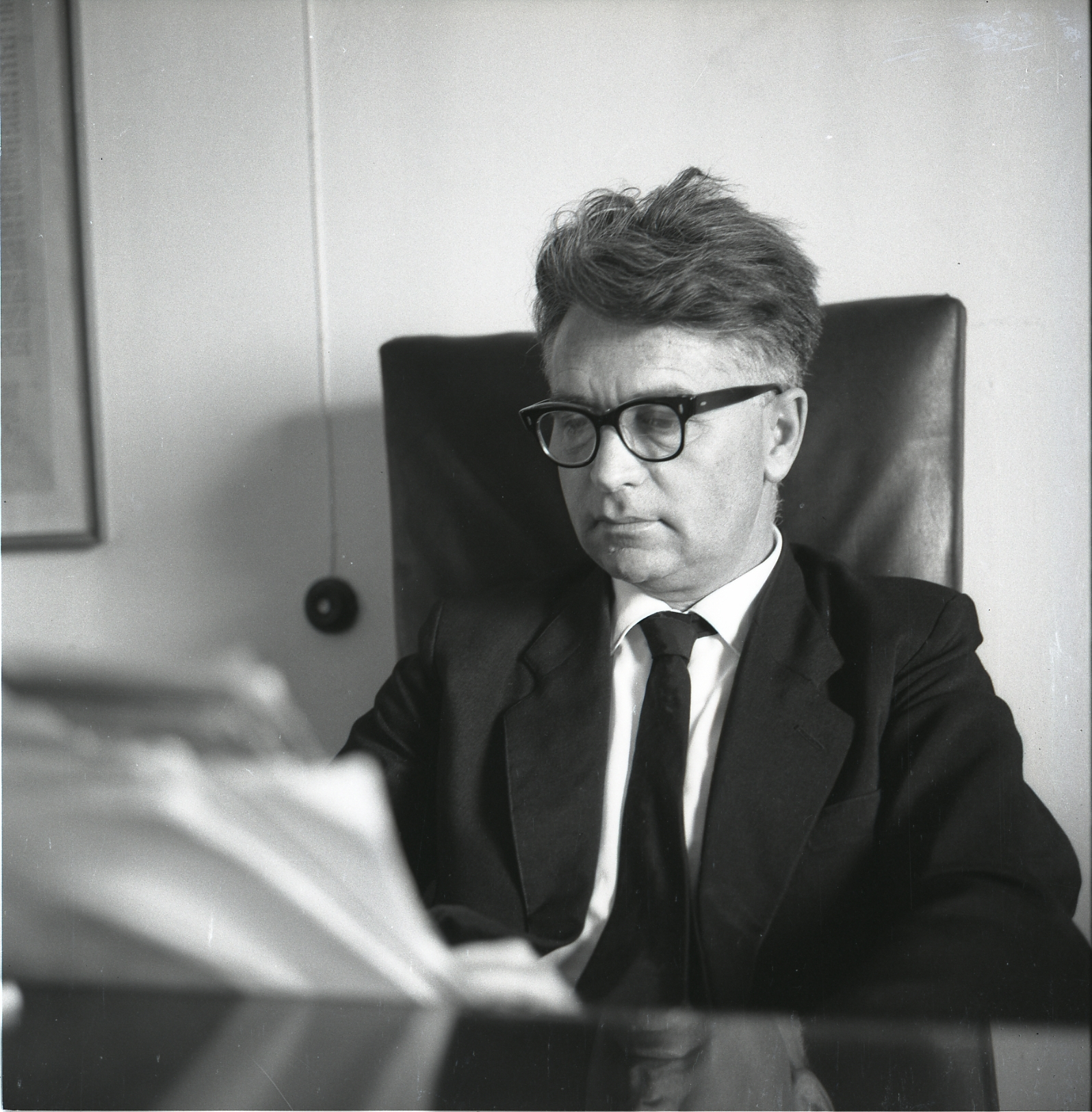
Le juge Halevy en 1969.

Le juge Halevi a pris son temps pour rendre sa décision, le dossier du procès faisant plus de 3000 pages. Le verdict est rendu le 22 juin 1955, soit un an et demi après le début du procès et trois ans après la publication du pamphlet. Le verdict lui-même compte entre 234, 239 ou 274 pages selon les auteurs. Dans ce texte, il désigne toujours Kastner par la simple lettre K, contribuant ainsi à le rendre anonyme au sein de la masse des juifs des Judenrat, et le rapprochant ainsi du antihéros de Kafka, K dans le Procès.
Dans son jugement, le juge Benjamin Halevi, du tribunal de district, acquitte Gruenwald de calomnie pour les premier, deuxième et quatrième chefs d'accusation, dans une atmosphère très tendue (et donc le condamne pour le troisième chef d’accusation). Il écrit :
« Le parrainage nazi de K. et leur accord pour lui laisser sauver six cents Juifs importants, faisaient partie du plan d'extermination des Juifs. K. avait une chance d'en ajouter quelques-uns à ce nombre. La tentation l'a séduit. L'opportunité de sauver des gens importants lui plaisait énormément. Il considérait le sauvetage des Juifs les plus importants comme un grand succès personnel et un succès pour le sionisme. C'était un succès qui justifierait aussi sa conduite — ses négociations politiques avec les nazis et le parrainage nazi de son comité. Mais — timeo Danaos et dona ferentes — en acceptant ce cadeau, K. vendait son âme au Diable,,. »
La phrase finale fait allusion à la guerre de Troie et à Faust. Si le juge Halevi a par la suite exprimé des regrets pour ces mots qui ont été utilisés sortis de leur contexte selon lui, ce n’est pas ce que pense Leora Bilsky : selon elle, cette phrase et ces allusions littéraires servent de liant à son verdict. Elle analyse la décision rendue par le juge : devant le caractère inédit de l’affaire, Halevi choisit de lui appliquer le droit des contrats, ce qui lui permet ensuite d’attribuer à Rudolf Kasztner une entière responsabilité pour l’assistance qu’il a donnée à l’extermination des juifs de Hongrie. Le contexte politique du procès détermine ce verdict : Halevi considère que Kasztner avait le choix entre la résistance et la négociation, la seconde équivalant selon lui à la collaboration et in fine à la trahison. De plus, le droit des contrats permet d’attribuer une intention criminelle à Kasztner. Mais pour cela, Halevi utilise des fictions légales :
- Eichmann et Rudolf Kastner sont des partenaires égaux ;
- la négociation est libre ;
- la connaissance que Rudolf Kastner avait du génocide équivaut à une intention criminelle d’assister les nazis dans le génocide ;
- la non-communication des informations sur le génocide en cours en fait un collaborateur (cf Pnina Lahav)[33].

Juger les actes de Kasztner pendant la guerre strictement selon le droit des contrats permet à Halevi d’exprimer également sa condamnation morale. Mais le droit des contrats suppose une égalité formelle entre les parties, et la volonté du juge efface l’inégalité radicale entre Eichmann et Becher d’un côté, et Kasztner de l’autre, venant du climat de terreur, des tromperies des nazis et des incertitudes liées à la guerre et à d’autres facteurs, comme les menaces d’Eichmann pendant les négociations (« Vous avez l’air tendu, Kasztner. Je vais vous envoyer à Theresienstadt pour vous reposer ; à moins que vous ne préfériez Auschwitz ? »). De plus, le droit des contrats permet au juge de ne pas tenir compte des intentions subjectives de Kasztner, le cadre juridique retenu « obscurcit au lieu d’éclairer les conditions historiques ».
Le juge retient également comme élément à charge le fait qu’il aurait dénoncé des parachutistes juifs palestiniens (Hannah Szenes, sans cesse glorifiée par le juge Halevy pour mieux avilir Kastner, ainsi que Yoel Palgi et Peretz Goldstein) et que Kasztner a contribué à envoyer des centaines de milliers de juifs hongrois à la mort en échange de son silence sur les intentions des nazis et la possibilité de sauver quelques milliers de juifs, dont sa famille et ses amis.
Finalement, Malchiel Gruenwald n’est condamné que pour un des quatre chefs d’inculpation, celle de l'accusation mensongère de la complicité de vol de Kasztner avec le SS Kurt Becher ; il doit payer une amende symbolique d’une livre israélienne. De plus, le juge Halevy fait prendre en charge par la Cour une partie des frais de justice normalement à la charge du condamné.

### Retentissement dans l’opinion publique

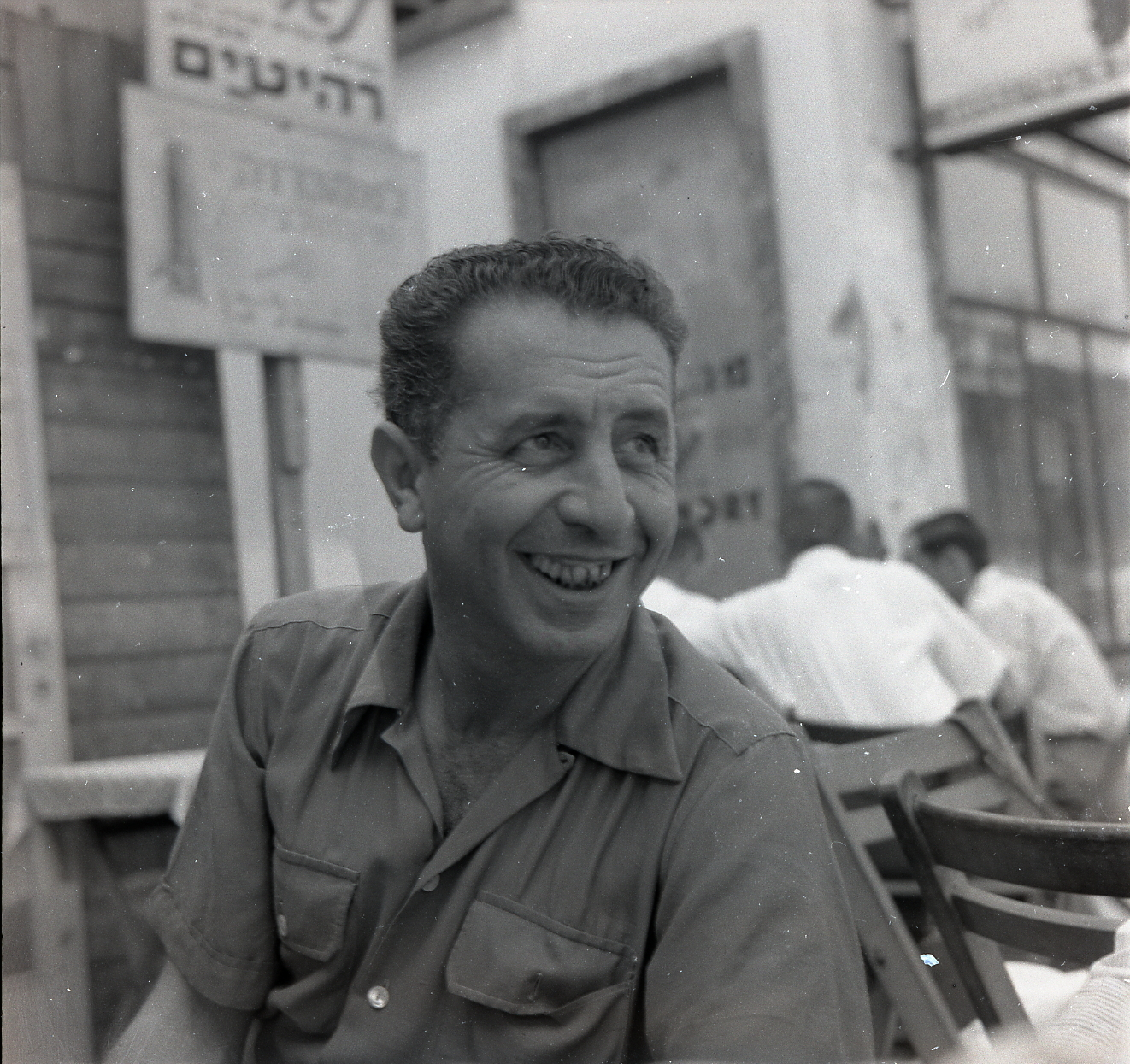
Nathan Alterman à Tel-Aviv-Jaffa en 1950.

Le procès fait les gros titres des journaux de 1953 à 1958. À la sortie du procès, devant une foule de reporters et de curieux, Kastner déclare que l’injustice qu’il subit est similaire à celle subie par Dreyfus, dont le procès avait justement convaincu Herzl de poursuivre dans la voie du sionisme. Michal Shaked considère lui aussi ce jugement comme cruel.
Plusieurs délibérations ont lieu à la Knesset et au conseil des ministres à son sujet. Chaque péripétie du procès est rapportée. Le premier à relever les erreurs manifestes dans le jugement d’Halevi est Nathan Alterman, qui utilise sa chronique hebdomadaire dans la revue Davar pour publier une série de poèmes polémiques dans l’été de 1955. Le journal de gauche Haaretz relève lui aussi des erreurs dans le jugement et rappelle que lorsque Kastner témoigne en faveur de Becher, il le fait en lien avec l’Agence juive.
Cependant, ce jugement est une victoire politique pour la droite de l’Hérout. Lors de la campagne pour les élections législatives de 1955, le débat autour du procès fait rage : les uns réclament que Kastner soit jugé au titre de la loi de 1950 réprimant les Nazis et leurs collaborateurs, les autres considérant que Halévi a été victime de la rhétorique de Tamir. Le gouvernement laisse la décision de la suite à donner au ministre de la justice et attorney général et la décision de faire appel au nom de Kastner conduit à la chute du gouvernement. Dès le 29 juin, le parti Hérout, soutenu par le parti communiste, propose une motion de censure et un vote de défiance qui conduit Moshé Sharett à présenter la démission de son gouvernement, les sionistes généraux ayant refusé de le soutenir. Sharett forme un nouveau gouvernement, sans les centristes du sionisme général.
La campagne électorale est très violente : le Hérout utilise des affiches où Kastner est représenté sous les traits du Diable, et d’autres appelant à ne pas voter pour le parti du « kastnérisme », assimilé aux membres du Yichouv qui ont abandonné les Juifs d’Europe à leur sort. À gauche, les anciens partisans membres de la résistance juive dénoncent aussi Kastner comme représentant du Judenrat. Deux jours avant le vote, une bombe explose devant le domicile de l’ancien ministre de l'Intérieur Israël Rokah (sioniste général) qui s’était opposé à l’appel. La gauche perd des sièges pendant que le Hérout et le Likoud progressent,, le Hérout notamment double le nombre de ses voix. Kastner devient alors le symbole du « parvenu » ou du « notable juif » qui aurait préféré négocier avec les nazis afin de protéger ses proches en sacrifiant les plus modestes de la communauté juive, figure diamétralement opposée à celle du héros résistant figurée par Hannah Szenes ou par les insurgés du ghetto de Varsovie. Lui et sa famille sont harcelés, traqués, traités de nazis, menacés de mort, ses proches lui conseillent de partir d’Israël.
L’ensemble de la classe politique est alors contre Kastner : la droite qui le poursuit, les communistes aussi, même les travaillistes ne font rien pour lui. La demande de témoignage pour le procès d’appel adressée à Ben Gourion se heurta ainsi à un refus. Cependant, la façon dont le juge Halevi géra le procès souleva des inquiétudes, ce qui conduisit la Knesset à modifier le code criminel pour s’assurer qu’Halevi ne pourrait juger seul Eichmann. À l’origine, il devait être jugé par le tribunal de Jérusalem, présidé par Halevi à l’époque. L’amendement apporté au code précise que toute personne jugée selon la loi sur le châtiment des nazis et de leurs collaborateurs (loi 5710 de 1950) le serait par un collège de trois juges dont au moins un appartenant à la cour suprême.

### Procès de 1956
En mars 1956, Kastner est acquitté lors d'un procès pour faux témoignage lors du premier procès.

## Procès en appel

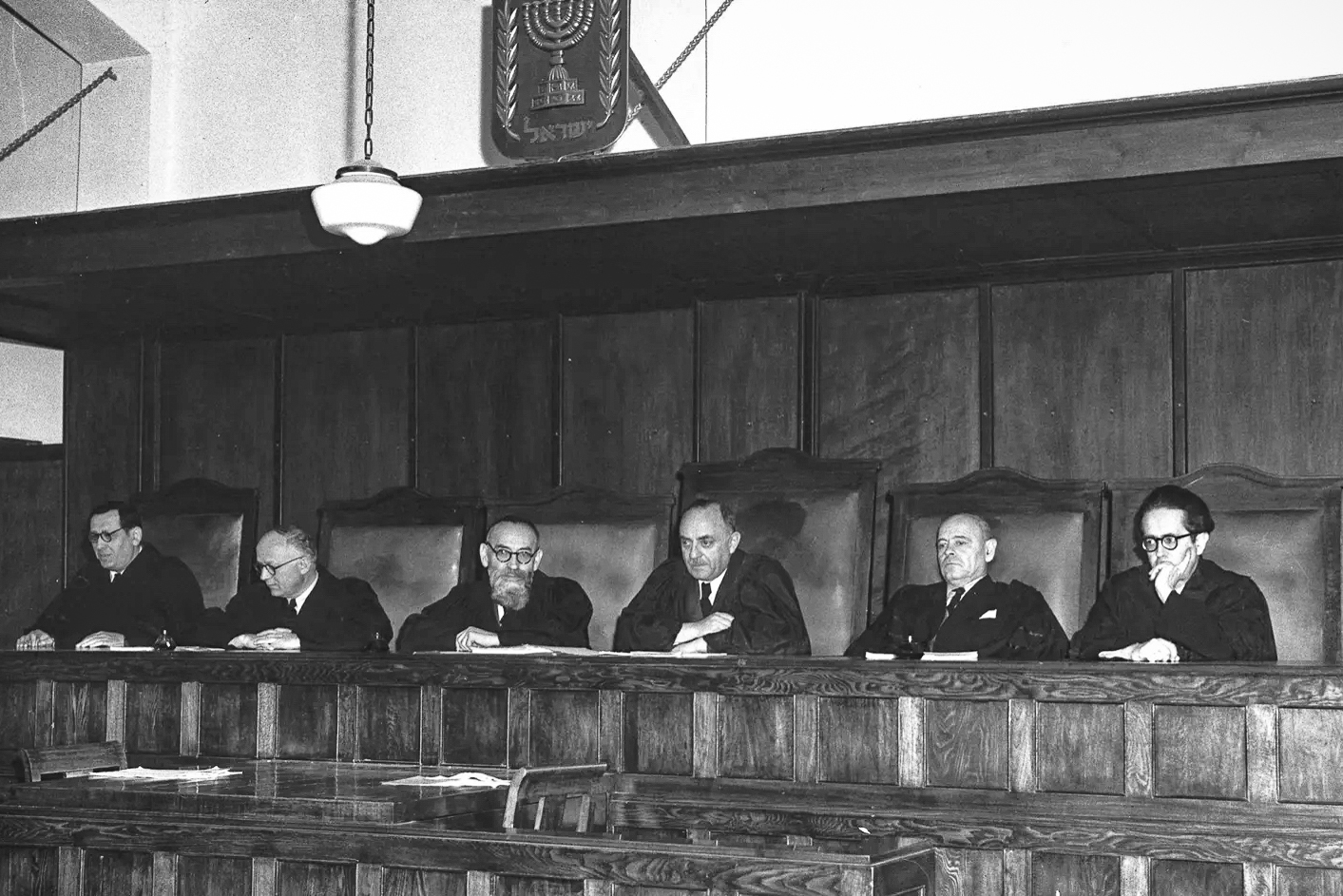
Les juges de la cour suprême d'Israël en 1953.

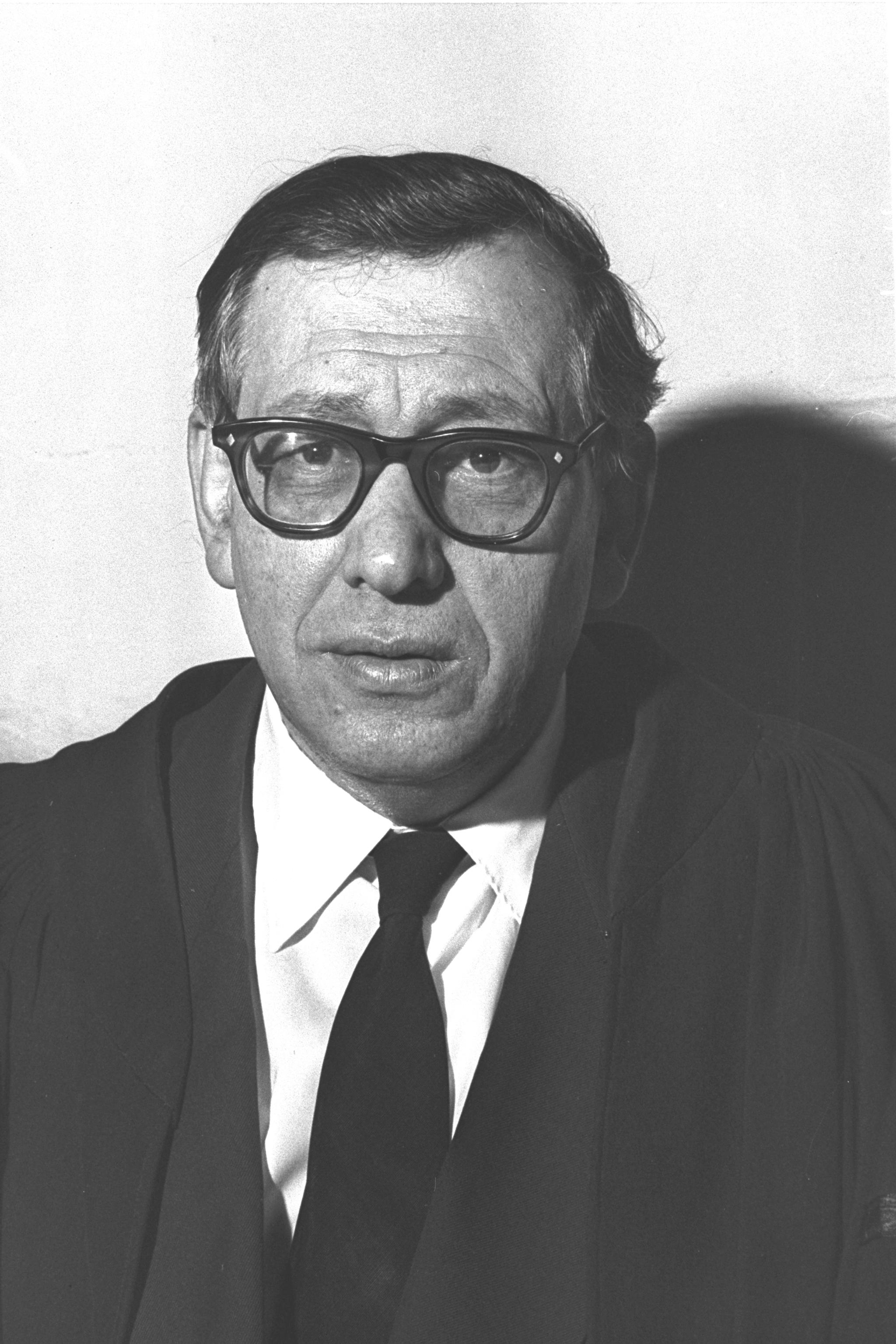
Le juge Agranat en 1962.

### Préparation et déroulement
Le procureur général fait donc appel devant la cour suprême. Pendant toute cette période, Kastner accepte de garder secrète la transaction avec Becher (celle qui permet de récupérer une partie du butin pour financer l’armée israélienne) afin de ne pas nuire à Israël et de ne pas compromettre l’Agence juive. Pour les mêmes raisons, et pour sauvegarder son parti, Ben Gourion ne révèle rien non plus : Yoram Leker considère cela comme « la raison d’État : une injustice commise au nom d’un impératif supérieur, en l’occurrence trouver de l’argent pour l’armée de l’État naissant d’Israël. ».
Le cas étant compliqué, la cour est constituée de cinq juges, contre trois en dispositif normal,. L’affaire arrive devant la Cour suprême en 1956, et les auditions commencent en janvier 1957. Elles durent six mois. Du début de ce procès au verdict, les juges de la Cour sont escortés de gardes armés. Au milieu de ces audiences, dans la nuit du 3 au 4 mars 1957, Kastner est assassiné.
Le président de la Cour suprême, Yitzhak Olshan, désigne Shimon Agranat pour rédiger son opinion (en) le premier, contrairement à l’habitude qui voulait que ce soit le juge le plus âgé qui commence.

### Verdict
Le verdict est rendu dans une atmosphère tendue dans le bâtiment Duhovnia de la Mission russe où le tribunal de Jérusalem est installé : les visiteurs sont fouillés à l’entrée du bâtiment, des tireurs sont postés sur les toits.
La cour d’appel, contrairement au juge Halevi, fait le choix d’une lecture chronologique des faits et de recourir aux outils du droit administratif. Cela lui permet de limiter la responsabilité de Kasztner, mais aussi de tenir compte des changements constants dans le plan de départ, des conditions de terreur qui régnaient alors en Hongrie et du désespoir des dirigeants de la communauté juive. Ce verdict, long et méthodique, renverse la plupart des trouvailles juridiques d’Halevi, affirmant que la loi ne demande pas une compréhension de la réalité en noir ou en blanc. Tout d’abord, il rejette explicitement le droit des contrats pour juger de la conduite de Kasztner, considérant que le dit contrat est illusoire, les conditions n’étant pas remplies. Le juge Agranat tient également compte de quelques faits historiques, comme la fabrique de faux documents par le Comité d'aide et de sauvetage des Juifs en Hongrie, que Kasztner dut mentir durant les négociations, corrompre des fonctionnaires, dressant le portrait d’un dirigeant responsable, agissant dans l’intérêt de sa communauté plutôt que dans les siens propres, et forcé de prendre des décisions dans des conditions d’incertitude, pressé par le temps et les tromperies des nazis. Il relève également l’impact des évènements, comme la fin de la guerre qui approchait, le nombre de trains vers Auschwitz qui augmentait, et les longs délais de réponse des Occidentaux.
La cour annule la plus grande partie du jugement et innocente Kastner dans un arrêt prononcé le 17 janvier 1958. La décision est justifiée dans son rapport par ces conclusions : 
1. pendant cette période, Kastner n'était motivé que par son désir de sauver des Juifs hongrois, dans leur ensemble, c'est-à-dire le plus grand nombre possible qu'il estimait pouvoir sauver dans les circonstances de l'époque ;
2. ce motif était conforme au devoir moral de secours auquel il était soumis en tant que responsable du Comité d’aide et de secours de Budapest ;
3. influencé par ce motif, il adopta la méthode de négociation financière ou économique avec les nazis ;
4. le comportement de Kastner semble à la fois plausible et raisonnable ;
5. son comportement lors de sa visite à Cluj (le 3 mai) et ultérieurement, aussi bien son aspect actif (le plan des « juifs importants ») et son aspect passif (cacher les « nouvelles d'Auschwitz », défaut d'encouragement aux actes de résistance et aux évasions) est conforme avec la logique de la méthode qu'il considérait, pendant les moments cruciaux de la négociation, comme étant la seule chance de sauvetage ;
6. en conséquence, on ne peut pas trouver de faute morale dans son comportement, ni de lien entre son comportement et la facilité de la déportation des Juifs hongrois ; on ne peut pas considérer son comportement comme une collaboration avec les nazis[57]. La cour note aussi qu’il a accompli cela au péril de sa vie[39].

En conséquence, Gruenwald est reconnu coupable de diffamation pour trois des quatre chefs d’accusation (la Cour reconnaissant que Kastner a bien aidé Kurt Becher à échapper à un procès) par quatre des juges (Agranat, Olshan, Cheshin et Goltein). Moshe Silberg, dont plusieurs proches sont morts dans la Shoah, rejoint en partie le verdict de premier degré en retenant la collaboration mais sans participation à la liquidation des juifs hongrois,. Il considère que si la Solution finale fut si facile à mettre en œuvre en Hongrie pour les nazis, cela est dû au silence des dirigeants juifs sur la réalité du génocide en cours. Les dirigeants juifs, même en province, étaient conscients du processus en cours, d’où le fait que plusieurs d’entre eux s’enfuirent, laissant leurs administrés sans direction. En fin d’opinion (en), il reprend une pensée antisémite en relevant que Kastner évalue tout en pengös, même les vies humaines, tout en essayant de payer le moins cher possible.
Cette décision innocentant Kastner sans le réhabiliter intervient à titre posthume, Kastner étant assassiné la nuit du 3 au 4 mars 1957.

## Importance de l’affaire
Le procès, par son retentissement dans l’opinion publique israélienne, a pu être considéré comme « l’affaire la plus explosive de l’histoire juive depuis la destruction du second Temple ou « une des affaires les plus sensibles et douloureuses de l’histoire juive et israélienne », provoquant « un tremblement de terre dans l’opinion publique ».
Il laisse l’impression dans l’opinion que la communauté juive d’Israël n’avait pas fait grand chose pour sauver les Juifs d’Europe ; selon Idith Zertal, c’est une des raisons (parmi d’autres) qui a conduit Ben Gourion à faire juger Adolf Eichmann. Le procès Eichmann permettait ainsi de corriger ce sentiment, en plus d’ériger la Shoah en pilier de l’identité israélienne.

### L’affaire Kastner: reflet du dilemme moral des Juifs de Palestine
L’affaire est d’abord, dans les années 1950, l’occasion pour les deux ailes du sionisme d’exposer leurs divergences sur la façon d’envisager la Shoah et l’avenir d’Israël. Si tous les intervenants sont sionistes et croient donc que le « bon juif » est sioniste, ils divergent sur le reste de son portrait. Shmuel Tamir insiste donc tout au long du procès sur les effets du galout (l’Exil des juifs) sur Kastner : lâcheté, mentalité antimilitariste, pouvant aller jusqu’à la collaboration (avec les nazis pour Kastner, avec les Britanniques pour le Yishouv dirigé par les travaillistes). Il cible à travers Kastner le Mapaï tout entier, pour son incapacité à secourir les Juifs d’Europe confrontés à la Shoah, et pour leur collaboration avec l’Empire britannique. En contrepoint, il expose sa vision du « bon juif » : les partisans juifs en Europe, les membres de l’Irgoun en Palestine. Pour lui, l’insurrection du ghetto de Varsovie est le modèle du bon comportement, qui s’il ne sauve pas de vies, sauve au moins l’honneur. Cette position est populaire en Israël dans les années 1940-1950, jusqu’au Mapam (communistes) qui constitue donc un allié pour la droite sur ce sujet face au Mapaï. Cette vision permet, selon Pnina Lahav, d’exorciser la honte du peuple juif d’avoir marché à l’abattoir sans se révolter. Mais elle contient aussi une ligne politique pour l’avenir : le monde environnant est hostile, Israël doit vivre par l’épée, et l’autre terme de l’alternative est Auschwitz. Dans le cas de l’affaire Kastner, elle suppose que le peuple juif de Hongrie était sain et fort (selon les critères du Hérout), et qu’il se serait soulevé même sans armes dès qu’il aurait appris la nouvelle du commencement de l’extermination des Juifs de Hongrie, et que en contrepoint, seuls les leaders (Kastner et le Judenrat) étaient veules. Cette croyance en la possibilité d’une révolte des Juifs est remise en question, notamment par Tomi Komoly qui note que la plupart des hommes et femmes de 18 à 40 ans étaient mobilisés dans des camps de travail et donc indisponibles pour une insurrection. Il relève également que de nombreux jeunes sionistes ont diffusé les informations sur la Shoah dans les ghettos, et soit n’ont pas été crus, soit chassés, soit dénoncés à la police par les Juifs. Idith Zertal estime que cette leçon que les Juifs de Palestine ont tiré de la Shoah a des conséquences politiques, culturelles et mentales jusqu’à nos jours.
Idith Zertal relève que dès 1942, les Juifs de Palestine disposaient de toute l’information nécessaire sur la Shoah. Elle évoque plusieurs barrières cognitives et psychologiques les ayant empêché de secourir leurs coreligionnaires (même si évidemment tous, habitants de Palestine comme survivants de la Shoah, étaient conscients que l’aide n’aurait été que symbolique). Parmi ces barrières, il y a le fait que ces évènements ne les ont au fond pas surpris, qu’ils leur semblaient dans l’ordre des choses : « ils n’y ont pas fait attention » ; de plus, le sionisme, qui se donne la mission de protéger les Juifs du monde entier, n’a pas de réponse face à la Shoah. La question de la responsabilité des sionistes se heurte au fait que la majorité des juifs sur Terre n’ont pas cru au sionisme comme solution à la question juive, et se heurte surtout à la puissance formidable de la machine d’extermination nazie face aux Juifs de Palestine, peu armés, peu nombreux et sous occupation britannique ; et surtout, ces sionistes travaillent au futur, pas au présent (et c’est la position de Ben Gourion début 1944, comme il l’a affirmé à Kastner). L’engagement de volontaires juifs dans l’armée britannique (dont Hannah Szenes et Yoel Palgi) est davantage fait en fonction de son utilité pour le futur État juif que pour apporter une aide aux Juifs d’Europe. I. Zertal relève aussi que, après guerre, la culpabilité envahit les Juifs de Palestine : par un mécanisme psychologique habituel, ils la retournent contre les victimes, comme l’imprime en juin 1944 le Davar à propos des Juifs de Hongrie (dont la déportation à Auschwitz a commencé le 14 mai) : « Mais pourquoi ne se défendent-ils pas ? ». Elle relève aussi que le seul dirigeant israélien à ne jamais utiliser la rhétorique de la culpabilité est Ben Gourion.
Alice Béja résume le dilemme moral qui a conduit les Israéliens à rejeter la figure de Kasztner, son acquittement en appel ayant peu influencé la perception que le public avait de lui : lors de la construction du roman national, les sionistes ont voulu ériger une figure des « nouveaux juifs, conquérants et volontaires » et ne pouvaient donc pas admettre un personnage négociant, apte au compromis, et potentiellement entaché de la mort de centaines de milliers de personnes. Ce roman national a préféré célébrer les insurgés du soulèvement du ghetto de Varsovie ou les quelques volontaires parachutistes tels Hannah Szenes, considérés comme les héritiers des combattants de Massada.
Un des ressorts de l’affaire Kastner est cette opposition entre la figure du juif du Judenrat (bien que Kastner n’ait jamais été membre d’un Judenrat) et celle du nouveau juif, sioniste et vivant en Palestine, incarnée par Hannah Szenes, engagée dans l’armée britannique et envoyée comme parachutiste en Hongrie. Comme le relève Dan Laor, celle qui échoue est devenue une héroïne, la Jeanne d'Arc israélienne ; celui qui a sauvé des milliers de personnes est toujours considéré comme un proxénète voué aux gémonies. Le culte de l’une (tous ses écrits et poèmes ont été publiés et republiés, le kibboutz Sdot Yam célèbre annuellement sa mémoire, les journaux pour la jeunesse et les écoles font encore souvent référence à elle, ses poèmes sont toujours connus, et une pièce de théâtre en sa mémoire écrite par Aharon Megged est créée justement en 1958 au théâtre Habimah) contraste avec la mémoire damnée de l’autre. Les discours actuels qui instrumentalisent la mémoire d’Hannah Szenes mêlent encore l’apologie de la rébellion, le discours sur les masses passives et la condamnation des judenrats. La mémoire de Kastner est gravement entâchée à sa mort : il est le contre-modèle du comportement des Juifs pendant la Shoah, présenté par la presse comme un traître et un collaborateur des nazis. La première étape de sa réhabilitation est le verdict de 1958 de la Cour suprême d’Israël. Au début des années 1980, l’attitude des Israéliens vis-à-vis de la Shoah évolue, et une pièce de théâtre prenant pour héros Rudolf Kastner est montée en 1985 par Motti Lerner : à l’opposé de celle de Megged, elle montre Kastner tenant tête à Eichmann et au Judenrat, audacieux, et travaillant à sauver des Juifs. Dans un passage censuré, l’idée que c’est Hannah Szenes elle-même qui aurait pu, sous la torture, donner ses camarades parachutistes, est avancée (ce que pensaient Joel et Hansi Brand). Ces trois lignes de texte ont été débattues à la Knesset dans les années 1990, et ce n’est qu’après la mort du frère d’Hannah Szenes que la Cour suprême a levé la censure.

### Prolongations de l’affaire auXXIesiècle
En 2004, une association élève un mémorial à Hannah Szenes, et fait rapatrier sa pierre tombale au cimetière de Budapest. Parallèlement, la cérémonie en mémoire de Rudolf Kastner sur les lieux de son assassinat, 5 rue Emanuel Haromi à Tel Aviv, rassemble de plus en plus de personnes. Le discours de sa petite-fille Merav Michaeli qui affirmait devant la Knesset être fière de son grand-père a paru annoncer à certains la réhabilitation de Kastner dans la mémoire israélienne, mais a ravivé les flammes du débat autour de Kastner et de la Shoah en Hongrie.
Il faut attendre 2007 pour que l’institut Yad Vashem accepte les archives Kastner et inaugure une plaque en sa mémoire. C’est un ami personnel de Kastner, Tomy Lapid, qui est président de Yad Vashem à ce moment-là. Elle mentionne les Juifs sauvés par le train Kastner ainsi que les 20 000 du camp de Strasshof. Mais plusieurs commissions se sont succédé pour arriver à rédiger le texte gravé sur la plaque ; le texte en hébreu est plus prudent que la version anglophone,.
Cependant, sa mémoire est toujours controversée : au début du XXIe siècle, la ville d’Haïfa a voulu baptiser un parc en hommage à Rudolf Kastner, et Tel Aviv une rue à son nom : les deux décisions ont soulevé une forte opposition et n’ont pas abouti.
En 2020, l’homme d’affaires et historien Nadav Kaplan demande la déclassification de documents, estimant qu’ils sont nécessaire dans son enquête sur l’assassinat de Kastner et pourraient montrer une éventuelle implication du Shin Bet. Plus de soixante ans après les faits, l’État d’Israël refuse, la publication de ces documents menaçant selon lui la sécurité nationale.

### Rudolf Kastner comme sujet d’éthique
Au XXIe siècle, plusieurs universitaires de diverses disciplines écrivent des articles en prenant le cas de Rudolf Kastner comme support de leurs réflexions, sans le condamner. Ainsi David Luban juge que Kastner se trouve dans la zone grise entre le bien et le mal définie par Primo Levi, tout comme Lucy Dawidowicz le faisait avec les responsables du Judenrat, estimant qu’il n’y avait pas de choix raisonnable (selon ses mots « comment faire un choix raisonnable dans des circonstances où aucun choix n’est raisonnable ? » après avoir évoqué le mal que représente le fait de livrer du matériel aux nazis).
Paul Sanders, dans un numéro de Leadership (destinée à guider les personnes à responsabilité dans leurs décisions), revient sur le cas Kastner, reprenant lui aussi la thématique de la zone grise et celle du dirigeant qui doit se « salir les mains » pour le bien de la communauté.